# تيلرفو كويفيستو
تايمي تيلرفو كويفيستو، النسب كانكانرانتا (من مواليد 2 يناير 1929م)، وهي سياسية فنلندية ونصبت السيدة الأولى السابقة لفنلندا من عام 1982م حتى عام 1994م. تعتبر كويفيستو أرملة رئيس فنلندا التاسع ماونو كويفيستو وهو عضو سابق في البرلمان الفنلندي، والذي يمثل الحزب الديمقراطي الاجتماعي الفنلندي.

## حياتها
ولدت كويفيستو لعائلة مزارع في بلدية بانكاليدون بغرب فنلندا الواقعة في منطقة ساتا كونتا. فبعد انتهائها من المدرسة الابتدائية، التحقت كويفيستو بمدرسة ثانوية في هويتينن، حيث تخرجت عام 1949م. ثم التحقت كويفيستو بمدرسة توركو للاقتصاد، حيث التقت بزوجها المستقبلي في توركو في ديسمبر 1950م. تزوجت من ماونو كويفيستو في 22 يونيو عام 1952م.
وفي عام 1953م، تخرجت كويفيستو من مدرسة توركو للاقتصاد وعملت كمدرسة منذ عام 1954م. وفي عام 1957م، أصبحت ربة منزل بعد ولادتها لاابنتهما عاصي. فتم الإعلان عن عاصي لاحقًا في المجمع الانتخابي خلال الانتخابات الرئاسية عام 1982م.
ففي أواخر الستينيات وأوائل السبعينيات، كانت كويفيستو ناشطًة في المنظمة النسوية Yhdistys 9، حيث عملت كمحررة في المجلة الإخبارية سومن كوفاليتي منذ عام 1968م حتى عام 1972م. ومن بعدها أصبحت عضوًا في البرلمان الفنلندي في الانتخابات عام 1972م، لكنها انسحبت من البرلمان بعد موسم واحد وترشحت لمجلس مدينة هلسنكي في عام 1976م. ففي خلال فترة رئاسة زوجها، كانت كويفيستو تركز على القضايا الاجتماعية والعمل الخيري أكثر من تركيزها على احتفالية تنصيبها كسيدة أولى للبلاد.
وفي سيرتها الذاتية عام 1999م، كتبت كويفستو علانيًة عن اكتئابها الذي بدأ في سن السبعين بسبب ذكريات طفولتها والتنمر عليها في المدرسة. ففي عيد ميلادها التسعين، تحدثت كويفيستو عن سوء المعاملة التي تعرضت لها خلال سنوات دراستها. حيث تعرضت لسوء المعاملة من قبل القس المحلي الذي كان يعمل كمدرس دين. حيث تعرضت أيضًا كويفستو للضرب على أردافها العاريتين، مرورًا بأسئلة الكاهن لها عن الدورة الشهرية. حيث وصفت كويفيستو سلوكه بأنه «سادي». إن قصتها مستوحاة من حركة «أنا أيضا»، حيث تحدثت كويفيستو عن التحرش الجنسي الذي تعرضت له في البرلمان الفنلندي.
وفي 25 ديسمبر 2020م، دخلت كويفيستو المستشفى بعد سقوطها في منزلها مما أدى إلى كسر في وركها.

## مراتب الشرف

### مرتبة الشرف الوطنية
- وسام الوردة البيضاء الفنلندي الكبير من الصليب الفنلندي

### مراتب الشرف الأجنبية
- عضو إستونيا من الدرجة الأولى من وسام صليب تيرا ماريانا
- النرويج: الصليب الأكبر من وسام القديس أولاف
- الوسام الملكي للنجم القطبي القائد السويدي

## أعمالها الكتابية
- في جناح الحياة: مجلات اليوميات، هلسنكي؛ جمعية الكتاب 1970م.
- صفحات جديدة من اليوميات، هلسنكي؛ أوتاوا، 1999م.